# Миодраг Јаблановић
Др Миодраг Јаблановић (Љубовац, 27. септембар 1934) српски је биолог и универзитетски професор.

## Научна и стручна каријера
На Природно-математичком факултету Универзитета у Београду (одсек биологија) стекао је диплому 1958, звање магистра 1965. (када је изабран за асистента), звање доктора биолошких наука 1971.
Даљу универзитетску  каријеру,  наставља на ПМФ-у Универзитета у Приштини као оснивач и дугогодишњи шеф Катедре за биологију. Изводи наставу  на предметима Физиологија биљака, Биохемија и Заштита животне средине (када је овај предмет, први пут уведен у универзитетску наставу, у бившој Југославији).
Упоредо као доцент на Шумарском факултету Универзитета у Београду као и на Пољопривредном факултету у Приштини, изводи наставу на предмету Физиологије биљака.
Постдокторске студије (1972/73) завршава у САД – California Institute of Technology, Pasadena, CA; University of Michigan, Ann Arbor.
1973. изабран је за декана Природно-математичког факултета у Приштини.
Један је од покретача и уредника часописа Acta Biologiae et Medicinae Experimentalis.
Од 1993-2000. уредник је издавачке делатности Универзитета у Приштини.
У својој каријери објавио је 52 научна рада, 5 монографија, 3 уџбеника, учествовао у 9 научних пројеката, руководио је израдом многих дипломских, магистарских и докторских радова. Био је члан више домаћих и страних научних друштава (Југословенско друштво за биљну физиологију, координатор Међународног пројекта УНДП за Косово,  председник Друштва за биологију и експерименталну медицину Косова).

## Награде и признања
- Видовданско признање за духовно и научно уздизање универзитетске мисли (2006)
- Седмојулска награда СР Србије (1986)
- Децембарска награда АП Косова (1981)
- Новембарска награда Приштине
- Орден рада са сребрним венцем
- Плакета за достигнућа у заштити и унапређењу животне средине